# Principiile generale ale dreptului
Principalele principii generale ale Dreptului sunt enunțurile normative cele mai generale care, deși nu au fost integrate formal în anumite orânduieli juridice, colectează în manieră abstractă conținutul unui grup dintre ele. Sunt concepte sau propoziții de natură axiologică sau tehnică care informează structura, forma de operare și însuși conținutul normelor, grupurilor normative, ansamblurilor normative și al Dreptului în sine ca totalitate.
Aceste principii sunt utilizate de către judecători, legiuitori, creatori de doctrină și de către juriști în general, fie pentru a integra drepturi juridice, fie pentru a interpreta norme juridice a căror aplicare este îndoielnică.

## Caracteristicile principiilor generale de Drept.
Principiile generale de Drept sunt enunțuri normative care exprimă un raționament deontologic despre conduita de urmat într-o anumită situație sau despre alte norme ale orânduielii juridice. Fiecare dintre aceste principii este un criteriu care exprimă o datorie de comportament pentru indivizi, principiul sau un standard pentru restul normelor. Punerea în aplicare a îndatoririlor individului este prioritatea sa.
În plus, se aplică în cazul absenței vreunei legi sau a vreunei cutume.

## Natura și fundamentul
În ceea ce privește principiile generale ale Dreptului, s-a dezvoltat o polemică cu privire la faptul dacă acestea sunt străine sau externe dreptului pozitiv, sau dacă fac parte din acesta.
Conform poziției școlii de drept natural raționalist din secolele al XVII-lea și al XVIII-lea, principiile generale ar fi o structură de principii raționale separată de dreptul pozitiv și superioară acestuia. Dreptul natural clasic înțelege că Dreptul, natural și pozitiv, este rezonabil și, prin urmare, există principii de bun simț care conferă unitate și coerență sistemului juridic. Ceea ce este total lipsit de bun simț sau i-rezonabil nu reprezintă Drept pentru această școală.
Conform doctrinei pozitiviste, principiile menționate mai sus ar face parte din dreptul pozitiv. Cu toate acestea, nu au putut niciodată să impună o obligație care să nu fi fost sancționată de aceeași ordine pozitivă, motiv pentru care se înțelege că fiecare ordine pozitivă are particularele sale principii generale și că nu există principii juridice de caracter universal.
Poziția raționalistă scindează Dreptul în două ordini juridice specifice și distincte: cea naturală și cea pozitivă – prima conformă cu rațiunea, adică sunt norme care emană din firea lucrurilor și sunt de caracter axiologic, iar a doua, este produs al voinței sistemului politic. O altă poziție indică faptul că Dreptul, produs tipic uman, este o lucrare a inteligenței umane: ea fiind cea care descoperă, dezvoltă și combină criterii care enunță un comportament înțeles ca just; din acest motiv, Dreptul se mai numește și jurisprudență, adică a ceea ce este just, iar prudența este înțeleasă ca un apanaj al inteligenței. Chiar dacă Dreptul, ansamblu de criterii, este operă a inteligenței, efectiva sa îndeplinire, comportarea oamenilor după criterii juridice, este operă a voinței.
În orice caz, este clar că principiile Dreptului sunt de natură rațională (nu sunt principii ontologice). Din punct de vedere tehnic, principiul de Drept constituie o propoziție logic anterioară, asupra unei chestiuni de Drept. Această propoziție trebuie să preceadă un proces mental, un raționament: poate fi, de exemplu, o anticipare a unui efect juridic sau fattispecia pentru care se sancționează. Astfel, din principiul Pacta sunt servanda⁠(d) rezultă că leasing-ul semnat astăzi trebuie îndeplinit mâine, iar principiul neminen laedere justifică faptul că vătămările merită închisoare. Aceste principii sunt primele argumente de la care pleacă restul raționamentului juridic, anticiparea justificării legilor, drepturilor subiective, îndatoririlor și interconexiunilor juridice.
Primele principii se extrag din realitatea care predefinește raționamentul juridic. Și întrucât cele mai complexe raționamente nu sunt altceva decât o compoziție de idei mai simple, principiile cele mai primordiale vor fi o simplă judecată de valoare, o afirmare a ceea ce merită, un pro (ceva). Astfel, spre exemplu, există pro homine, pro natura, care în mod rațional procesează că omul și natura sunt estimate ca valori foarte înalte. De acolo derivă in dubio pro..., în caz de dubiu asupra a două norme, asupra a două interpretări, asupra a a două pedepse... se va alege cea mai favorabilă a ceea ce se consideră mai valoros. Și toate principiile pro ... trebuie, de asemenea, asamblate cu primul principiu al rațiunii practice, prin care trebuie făcut binele si evitată facerea răului: în consecință, e de făcut și de protejat ceea ce este plăcut lui Dumnezeu, speciei umane și firii (naturii), și evitat ceea ce le dăunează.
Conform formulării lui Riofrío⁠(d), scopurile, valorile și bunurile juridice susțin și dau conținut primelor principii ale Dreptului și, la rândul lor, aceste principii susțin normele, contractele și întregul sistem juridic, dotându-le cu o bază de sensibilitate și de raționalitate.

## Funcțiunile principiilor
Principiile generale ale Dreptului au trei funcțiuni care au o importantă incidență asupra normelor sistematizării juridice, acestea fiind: funcțiunea creatoare, funcțiunea interpretativă și funcțiunea integratoare.
1. Funcțiunea creatoare stabilește că înainte de a promulga vreo normă juridică, legiuitorul trebuie să cunoască principiile pentru a se inspira din acestea și pentru a le putea face pozitive.
2. Funcțiunea interpretativă presupune că la interpretarea normelor operatorul trebuie să se inspire din principii, pentru a garanta o interpretare temeinică.
3. Funcțiunea integratoare înseamnă că cine urmează să umple un vid juridic trebuie să se inspire din principii pentru ca legea să devină un sistem ermetic (impenetrabil).
4. Funcțiunea informativă a întregii orânduieli juridice, completând vidurile juridice și lacunele legale.
5. Funcțiunea limitativă a normelor și a drepturilor în vigoare în sistemul de Drept, care delimitează nucleul esențial al acestuia, sau conținutul (în funcție de adoptarea unei teorii sau a alteia).

Unii autori menționează doar primele trei funcțiuni, integrând alte aspecte în ele. Alții în schimb vorbesc despre șapte, opt sau nouă funcțiuni. În orice caz, bazic, sunt funcțiunile mai sus menționate.
Principiile generale ale Dreptului internațional public servesc nu numai la ghidarea orânduielii, ci și în situațiile în care acesta nu este regulat, principii precum cutumele servesc la ghidarea a două țări aflate în război.
Articolul 38 din Statutul Curții Internaționale de Justiție vorbește despre modul de aplicare a convențiilor, a cutumelor, a principiilor generale de Drept recunoscute de națiunile civilizate și a hotărârilor judecătorești pentru interpretarea normelor.

## Câteva principii generale ale Dreptului
Principiile de echitate, de libertate, de dreptate, de fraternitate, de egalitate, de inocență, de ierarhie, printre altele.

### Principii ale Dreptului constituțional
Jurisprudența germana, cea nord-americană și cea a marii majorități a țărilor a inclus ca principii constituționale (care, totuși, nu sunt întotdeauna in mod expres în constituția țărilor) următoarele:
- Principiul de egalitate, prin care trebuie tratați în mod egal, egalii și în mod inegal, inegalii. Exigența acestui tratament egal revine în primul rând asupra autorităților publice, deși jurisprudența mai recentă impune obligații similare și sectorului privat. O astfel de identificare între public și privat a fost pusă sub semnul întrebării în doctrină. [3]
- Principiul ierarhiei, care determină supremația sau inferioritatea normelor. Se discută dacă în afară de norme, sunt și ele ierarhizabile scopurile, valorile și principiile dreptului, precum și drepturile oamenilor. Doctrinari precum Alexy⁠(d) sunt reticenți în a lua astfel de poziții, în timp ce pentru Riofrío⁠(d) totul este ierarhizabil.[4]
- Principiul proporționalității în pedepse și impozite (sau „principiul proporției” conform lui Humberto Ávila [5]), prin care este necesar să se mențină o proporție între gravitatea infracțiunilor și pedepse, precum și între avere și impozit.
- Principiul proporționalității (numit și „rezonabilitate”), care s-a născut ca remediu împotriva exceselor survenite în deciziile luate de puterea legislativă și de puterea executivă. Curtea Constituțională germană a împărțit proporționalitatea în trei subprincipii menite să controleze o măsură (de exemplu, o lege, o decizie generală, un act administrativ cu efecte generale etc.) emanată de la un subiect cu putere (de exemplu, reprezentantul puterii executive, Parlamentul, primarul sau altă autoritate), în măsura în care această măsură este considerată disproporționată, i-rezonabilă, inutilă și inadecvată. Cu acest triplu test se urmărește să se controleze că deciziile autorităților nu sunt arbitrare. O anumită jurisprudență a aplicat principiul proporționalității altor lucruri (relații private, drepturi, valori etc.) într-un mod care nu rezultă întotdeauna adecvat.[6]
- Principiul subsidiarității, prin care entitățile publice superioare sunt incompatibilizate să intervină în ceea ce oamenii și/sau societățile ierarhic inferioare sunt capabile să realizeze și singure, în mod adecvat.

### Principiile generale ale Dreptului privat
- Principiul bunei-credințe: pretinde o conduită rectă sau onestă în raport cu părțile interesate într-un act, contract sau proces. În afară de a pune binele public peste cel privat, dându-se de înțeles că vor prevala  cauzele publice peste cele ale guvernanților sau sectorului privat.

Se referă la a acționa cu cinste, cu adevăr, cu loialitate, ceea ce are implicată convingerea că cineva acționează în conformitate cu ceea ce prescrie ordinea juridică.
Principiul bunei-credințe este de capitală importanță în materie de interpretare a legii, a contractelor, a posesiei, a prescripției, a matrimoniului.
- Pacta sunt servanda⁠(d) : este de caracter absolut, contemplat în Convenția de la Viena din 1969 privind Dreptul Tratatelor. În articolul său 26 precizează cu exhaustivitate: „Orice tratat în vigoare obligă părțile și trebuie să fie îndeplinit de acestea cu bună-credință”.

- Post-factum și solidaritate ante-factum: se definește ca uniunea de interese sau de scopuri între țări, și coeziunea socială între acestea, bazată pe interdependența între State.

- Ajutorul umanitar internațional: ajutorul umanitar este o formă de solidaritate sau cooperare, care este în general destinată populațiilor sărace sau celor care au suferit o criză umanitară, cum ar fi cea cauzată de vreo catastrofă naturală sau de vreun război. Trebuie să urmeze principiile umanitare de imparțialitate, neutralitate, umanitate și independență operațională.

- Intervenție: termenul are de-a face cu unul sau mai multe State care din proprie autoritate, fără un titlu juridic special, se amestecă în afacerile interne sau internaționale ale altui Stat sau a altor State.

- Neintervenția: Neintervenționismul este doctrina de politică externă care indică obligația Statelor de a se abține sau de a interveni, direct sau indirect, în treburile interne ale altui Stat cu intenția de a-i afecta voința și de a obține subordonarea acestuia.

## Reglementare specifică

### Drept internațional public
Articolul 38.1.c din Statutul Curții Internaționale de Justiție consideră principiile generale de Drept a fi un izvor formal al Dreptului internațional, alături de cutumele internaționale de tratatele internaționale, motiv pentru care instanța ar fi obligată să le aplice fără a fi nevoie sa existe vreo lacună în domeniul acestor ultime două surse; adică funcționează ca sursă autonomă și nesubsidiară.

### Argentina
Vechiul Cod Civil al Națiunii Argentine, întocmit de Dalmacio Vélez Sarsfield⁠(d), consacra -din 1871- în articolul său 16, următoarea afirmație: „Dacă o problemă civilă nu poate fi rezolvată, nici prin cuvinte, nici prin spiritul legii, vor fi urmate principiile legilor analoge; iar dacă problema este încă în dubiu, aceasta va fi soluționată prin intermediul principiilor generale ale Dreptului, luând în considerare circumstanțele cauzei” O mare parte din doctrina filozofică națională a înțeles această afirmație ca o manifestare a negării lacunelor legale din dreptul argentinian, în timp ce alți doctrinari o văd ca o îndrumare adresată judecătorului în cazuri specifice în care nu există nicio lege care să guverneze cazul, să umple vidurile din dreptul cu baza în Dreptul natural.

### Columbia
Constituția Politică Columbiană din 1991, în articolul său 230, învață că principiile generale ale Dreptului sunt criterii auxiliare în caz de insuficiență a legii, adică, în caz de obscuritate sau lacune normative, o poziție antiformalistă care a influențat jurisprudența columbiană încă de la 1936 -epoca „ Curții de Aur ” – într-o nouă interpretare a articolului 8 din Legea 153 din 1887, care, dintr-un punct de vedere influențat eminamente de școala de liberă cercetare științifică și de conceptualismul german, a adoptat echitatea și celelalte principii generale de Drept ca pe un vârf de lance pentru soluționarea echitabilă a conflictelor juridice.

### Spania
Potrivit articolului 1.1 din Codul Civil, izvoarele ordinii de drept sunt legea, cutuma și principiile generale ale Dreptului. Iar în articolul său 1.4 se precizează: „Principiile generale ale Dreptului se vor aplica atunci când legea sau cutuma lipsește, fără a aduce atingere caracterului său informativ sistemului juridic”.

### Mexic
În Dreptul mexican, întrucât articolul 14 din actuala Constituție politică prevede că procesele de ordin civil trebuie să fie soluționate în conformitate cu litera sau cu interpretarea legii, iar în absența acesteia, se va baza pe principiile generale ale Dreptului. Această trimitere, potrivit lui Rafael Preciado Hernández, conectează Dreptul mexican la cea mai bună tradiție de drept natural a civilizației occidentale. De asemenea, în Legea Federală a Muncii, în articolul 17, se face trimitere la principiile generale ale Dreptului și la echitate, care este unul dintre ele. În același mod, ele sunt stabilite și în Codul Civil Federal, în Codul Comercial, în Legea Generală a Instituțiilor și Procedurilor Electorale, în Legea Generală a Sănătății , în Legea Generală a Educației și, practic în toate orânduielile juridice federale și locale, fie ele substantive. sau adjective.